# AMC Crime
AMC Crime (também referido apenas como Crime) é um canal de televisão paga, propriedade de AMC Networks International Southern Europe voltado a exibição de documentários e séries sobre ciência, investigação criminal, forense e true crime. Em 19 de abril de 2022, foi lançado em conjunto ao AMC Break, após a aquisição da participação da Hearst na então joint venture The History Channel Iberia. O canal substituiu as versões portuguesa e espanhola do Crime + Investigation, como parte dos esforços da AMC Networks de se desvincular de uma marca da A&E Networks.